# أندي بوليكاربو
أندي بوليكاربو (بالإنجليزية: Andy Polycarpou)‏ هو لاعب كرة قدم بريطاني في مركز الوسط، ولد في 15 أغسطس 1958 في إيزلينغتون ‏ في المملكة المتحدة. لعب مع كامبريدج يونايتد.